# Pouch Attachment Ladder System

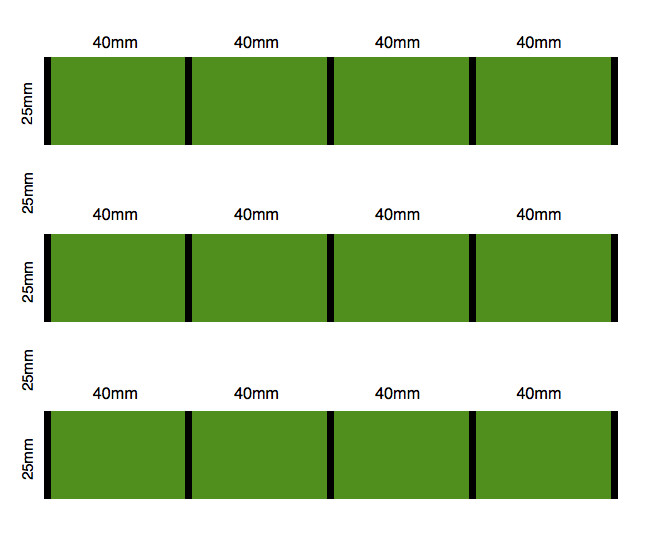
Schemat przedstawiający system PALS

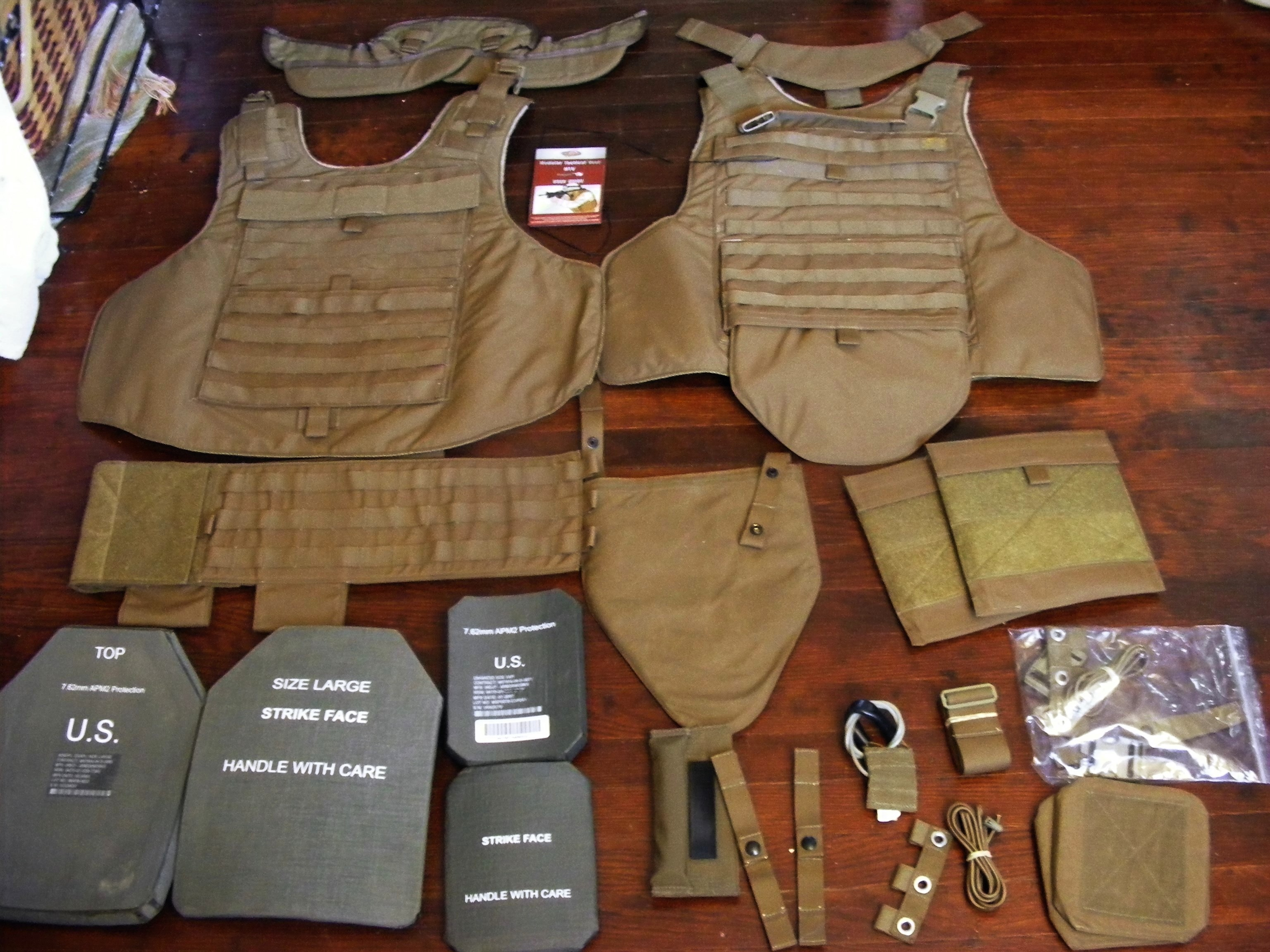
System PALS na kamizelce balistycznej

Pouch Attachment Ladder System (PALS) – system modularnego montażu kieszeni i ładownic. Po raz pierwszy wykorzystany w systemie przenoszenia oporządzenia MOLLE.

## Historia
W latach 90. XX wieku zauważono wadę wynikającą z systemu ALICE - małą elastyczność. Postanowiono poprawić tę wadę. PALS został wynaleziony i opatentowany przez US Army Natick Soldier Research, Development and Engineering Center (NSRDEC). Do użytku w armii amerykańskiej został wprowadzony wraz z systemem MOLLE w roku 2001. Obecnie system został przyjęty przez wiele armii: m.in. przez brytyjską. System obecny jest na kamizelkach balistycznych, taktycznych, pasoszelkach i plecakach.

## Opis konstrukcji
System składa się z poziomych rzędów taśmy (na podstawie; np. plecak, kamizelka) oraz pionowych taśm na kieszeniach i ładownicach. Taśmy mają 1 cal (25,4 mm) szerokości. Montaż ładownicy/kieszeni odbywa się przez odpowiednie przewlekanie taśm.